# Jalantzia
 Jalantzia  D.J.N.Hind, 2024 è un genere di piante angiosperme dicotiledoni della famiglia delle Asteraceae, sottofamiglia Asteroideae, tribù Athroismeae e sottotribù Jalantziinae. Jalantzia  è anche l'unico genere della sottotribù Jalantziinae Bengston & Razafim., 2024.

## Etimologia
Il nome del genere onora Jean Auguste Lantz (1828–1893), il presunto raccoglitore della collezione tipo di Vernonia caudata.
Il nome scientifico del genere è stato definito dal botanico David John Nicholas Hind (1957-) nella pubblicazione " Botanical Magazine; or, Flower-Garden Displayed ... London" ( Bot. Mag. 40(4): 410 ) del 2024. Il nome scientifico della sottotribù è stato definito dai botanici Annika Bengtson e Sylvain G. Razafimandimbison nella pubblicazione " Willdenowia. Mitteilungen aus dem Botanischen Garten und Museum Berlin-Dahlem. Berlin-Dahlem" ( , Willdenowia 54(1): 111) del 2024.

## Descrizione
Portamento. Le specie di questo genere hanno un habitus di tipo arbustivo o arboreo. Le superfici sono ricoperte di setole pelose.
Fusto. La parte aerea in genere è eretta, semplice o moderatamente ramosa. Altezza media: 1-8 metri.
Foglie. Le foglie in genere sono disposte in modo alternato con picciolo. La lamina è semplice con bordi interi, forme oblanceolate con base cuneata e apice arrotondato. La consistenza è coriacea. Le superfici sono glabre con venature pennate.
Infiorescenza. Le sinflorescenze sono composte da diversi capolini raccolti in dense formazioni corimbose. Le infiorescenze vere e proprie sono composte da un capolino terminale peduncolato di tipo discoide con fiori eterogami. I capolini sono formati da un involucro, con forme strettamente cilindriche, composto da diverse brattee, al cui interno un ricettacolo fa da base ai fiori di due tipi: fiori del raggio (qui mancanti) e fiori del disco. Le brattee, con forme da ovate a lineari-lanceolate, brevemente acute e a consistenza erbacea e lisce esternamente, sono disposte in modo più o meno embricato e fortemente scalato su 4 - 5 serie. Il ricettacolo in genere è nudo ossia senza pagliette a protezione della base dei fiori; la forma è piatta o da convessa a conica.
Fiori.  I fiori sono tetra-ciclici (formati cioè da 4 verticilli: calice – corolla – androceo – gineceo) e pentameri (calice e corolla formati da 5 elementi). Si distinguono in:
- fiori del raggio (esterni): sono assenti;
- fiori del disco (centrali) da 1 a 4 per capolino: hanno forme brevemente tubulose (attinomorfe); sono ermafroditi.

- Formula fiorale:

*/x K {\displaystyle \infty }, [C (5), A (5)], G 2 (infero), achenio
- Calice: i sepali del calice sono ridotti ad una coroncina di squame.

- Corolla: la forma della corolla alla base è più o meno imbutiforme con 5 (raramente 4) lobi improvvisamente dilatati; i lobi, da patenti a riflessi, hanno una forma lineare-lanceolata. I colori della corolla sono bianco e sfumature.

- Androceo: l'androceo è formato da 5 stami sorretti da filamenti generalmente liberi; gli stami sono connati e formano un manicotto circondante lo stilo; le teche (produttrici del polline) alla base sono caudate; le appendici apicali delle antere hanno delle forme piatte e lanceolate; il tessuto endoteciale (rivestimento interno dell'antera) è quasi sempre polarizzato (con due superfici distinte: una verso l'esterno e una verso l'interno). Il polline è sferico con un diametro medio di circa 25 micron;  è tricolporato (con tre aperture sia di tipo a fessura che tipo isodiametrica o poro) ed è echinato (con punte sporgenti).[10][12]

- Gineceo: l'ovario è infero uniloculare formato da 2 carpelli.[6] Lo stilo (il recettore del polline), alla base con forme da bulbo, è profondamente bifido (con due stigmi divergenti) e con le linee stigmatiche marginali separate.[8] I due bracci dello stilo hanno una forma deltoide e possono essere papillosi o ricoperti da ciuffi di peli. Lo stilo dei fiori del raggio è supinato.

Frutti. I frutti sono degli acheni con pappo; in alcune specie è presente un certo dimorfismo (gli acheni dei fiori del raggio differiscono dagli acheni dei fiori del disco);
- achenio: gli acheni, con forme cilindriche, possono essere lateralmente compressi con 10 nervature laterali; la superficie è glabra; la parete dell'achenio è formata da celle contenenti rafidi ma prive di fitomelanina; il carpoforo normalmente è anulare; le setole con punte a forma di ancora non sono presenti;
- pappo: il pappo, persistente, è formato da alcune serie di setole scabre, connate alla base in un anello. Le serie interne sono più lunghe, quelle esterne progressivamente più corte.

## Biologia
Impollinazione: l'impollinazione avviene tramite insetti (impollinazione entomogama tramite farfalle diurne e notturne).

Riproduzione: la fecondazione avviene fondamentalmente tramite l'impollinazione dei fiori (vedi sopra).

Dispersione: i semi (gli acheni) cadendo a terra sono successivamente dispersi soprattutto da insetti tipo formiche (disseminazione mirmecoria). In questo tipo di piante avviene anche un altro tipo di dispersione: zoocoria. Infatti gli uncini delle brattee dell'involucro (se presenti) si agganciano ai peli degli animali di passaggio disperdendo così anche su lunghe distanze i semi della pianta. Inoltre per merito del pappo (se presente) il vento può trasportare i semi anche a distanza di alcuni chilometri (disseminazione anemocora).

## Distribuzione e habitat
Le specie di questo genere sono endemiche del Madagascar.

## Sistematica
La famiglia di appartenenza di questa voce (Asteraceae o Compositae, nomen conservandum) probabilmente originaria del Sud America, è la più numerosa del mondo vegetale, comprende oltre 23.000 specie distribuite su 1.535 generi, oppure 22.750 specie e 1.530 generi secondo altre fonti (una delle checklist più aggiornata elenca fino a 1.679 generi). La famiglia attualmente (2021) è divisa in 16 sottofamiglie; la sottofamiglia Asteroideae è una di queste e rappresenta l'evoluzione più recente di tutta la famiglia.

### Filogenesi
Il gruppo di questa voce è descritto nella sottotribù Jalantziinae (tribù Athroismeae). La tribù Athroismeae, una delle 21 tribù della sottofamiglia Asteroideae, fa parte del supergruppo (o sottofamiglia) "Asteroideae grade"; l'altro è il supergruppo "Non-Asteroideae".  In base alle ultime ricerche nella tribù sono stati individuate 5 sottotribù. La sottotribù Jalantziinae si trova, da un punto di vista filogenetico ed evolutivo, in una posizione centrale della tribù, e insieme alla sottotribù Lowryanthinae forma un "gruppo fratello".
In precedenti trattazioni Jalantzia era conosciuta come Vernoniopsis. Secondo lo studio citato, Jalantzia è stata analizzata attraverso dati di sequenziamento del DNA del plastidio e si è rivelata "sorella" della sottotribù Lowryanthinae, il che ha portato alla sua ricollocazione nella tribù Athroismeae. Per accogliere questa nuova classificazione, è stata descritta una nuova sottotribù chiamata Jalantziinae. Questo suggerisce che Jalantzia non appartiene più alla tribù Astereae, ma si inserisce tra i membri della tribù Athroismeae.
I caratteri distintivi del genere sono:
- i capolini, in sinflorescenze sono densamente corimbose, sono discoidi e omogami con pochi fiori;
- la base dello stilo è a forma di bulbo;
- i pappi hanno delle setole scabre.

### Elenco delle specie
Questo genere ha XX specie:
- Jalantzia caudata (Drake) D.J.N.Hind
- Jalantzia lokohensis  (Humbert) D.J.N.Hind

### Sinonimi
Sono elencati alcuni sinonimi per questa entità:
- Vernoniopsis Humbert